# Sloane, agent spécial
Pour les articles homonymes, voir Sloane.
Sloane, agent spécial (A Man Called Sloane) est une série télévisée américaine en un téléfilm-pilote et douze épisodes de 52 minutes créée par Cliff Gould et diffusée entre le 22 septembre et le 22 décembre 1979 sur le réseau NBC.
En France, la série a été diffusée du 8 mars 1981 au 23 août 1983 sur TF1, et au Québec à partir du 31 mai 1983 sur le réseau TVA sous le titre Sloane.

## Synopsis
Thomas Remington Sloane III est un agent spécial de L'U.N.I.T. (organisation gouvernementale dissimulée dans un magasin de jouets) qui, allié à un ordinateur, combat l'organisation criminelle K.A.R.T.E.L.. Il est secondé dans ses missions par Torque, un agent afro-américain doté d'une main mécanique armée de gadgets.

## Fiche technique
- Titre original : A Man Called Sloane
- Titre français : Sloane, agent spécial
- Titre québécois : Sloane
- Créateur : Cliff Gould
- Réalisation : Lee H. Katzin, Michael Preece, Liz Lindberg, Ray Austin, Robert Conrad, Winrich Kolbe, Alan J. Levi, Jack Starrett et Lewis Teague
- Scénario : Peter Allan Fields, Jack V. Fogarty, Stephen Kandel, Dick Nelson, B.W. Sandefur, Jimmy Sangster, Pat Dunlop, Don Ingalls, Patrick Mathews, Richard C. Meyer et Gerald Sanford
- Thème musical : Patrick Williams
- Musique : Don Bagley, Les Hooper, Billy Byers, Tom Scott et Patrick Williams
- Photographie : Bradley B. Six et Roland "Ozzie" Smith
- Montage : Donald Hoskinson, Richard Greer et Jim Gross
- Distribution : Tom Palmer
- Direction artistique : Norman Newberry et George B. Chan
- Effets spéciaux : Charles E. Dolan, Wayne Beauchamp, John Coles, Walter Dion et Lambert Powell
- Producteur : Gerald Sanford
- Coproducteur : Matthew N. Herman
- Producteur exécutif : Philip Saltzman
- Sociétés de production : Woodruff Productions et Quinn Martin Productions
- Société de distribution : Worldvision Enterprises
- Langue : Anglais
- Image : Couleur
- Ratio : 1.33.1 plein écran
- Audio : Mono Stéréo
- Format : 35 mm
- Durée : 12 × 60 minutes + 1 x 100 minutes (Téléfilm pilote)
- Genre : Espionnage

## Distribution
- Robert Conrad (VF : Jacques Thébault) : Thomas Remington Sloane III
- Robert Logan (VF : Philippe Ogouz) : Thomas Remington Sloane III dans le téléfilm pilote
- Ji-Tu Cumbuka (en) (VF : Sady Rebbot) : Torque
- Dan O'Herlihy (VF : Pierre Trabaud) : le directeur
- Karen Purcill : Kelly, la technicienne du laboratoire
- Michele Carey (VF : Béatrice Delfe) : Voix d'EFI 3000

 Source et légende : version française (VF) sur RS Doublage

## Épisodes
1. Le Maître de l'eau (Death Ray 2000) Téléfilm-pilote.
2. Le Commando de charme (The Seduction Squad)
3. La Potion magique (Night of the Wizard)
4. Le Rayon volé (Tuned For Destruction)
5. Pas de deux (Masquerade of Terror)
6. Dans le triangle du diable (Demon's Triangle)
7. L'Ultimatum (The Venus Microbe)
8. La Comète folle (Collision Course)
9. Le Samouraï (Samurai)
10. Ces douces créatures (Sweethearts of Disaster)
11. Les Sauterelles (Lady Bug)
12. Le Cristal (Architect of Evil)
13. Le Syndrome de Shangri-La (The Shangri-la Syndrome)

## Commentaires
Lors de son lancement sur NBC, la série était opposée à Pour l'amour du risque (Hart to Hart), l’un des succès d'ABC, et a été annulée après la diffusion de douze épisodes.